# بازمانده (فیلم ۲۰۲۱)
بازمانده (به انگلیسی: The Survivor) یک فیلم زندگی‌نامه‌ای و درام کانادایی-آمریکایی محصول سال ۲۰۲۱ به کارگردانی بری لوینسون و بر اساس فیلمنامه‌ای از جاستین جوئل گیلمر است. بن فاستر در نقش هری هفت، یک بازمانده واقعی از اردوگاه کار اجباری آشویتس بازی می‌کند، جایی که او برای زنده ماندن هم زندانیان را جعبه می‌کرد. ویکی کریپس، بیلی مگنوسن، پیتر سارسگارد، جان لگویزمائو و دنی دویتو در این فیلم به ایفای نقش پرداختند. این فیلم اولین نمایش جهانی خود را در جشنواره بین‌المللی فیلم تورنتو در سپتامبر ۲۰۲۱ داشت و در ۲۷ آوریل ۲۰۲۲ از شبکه اچ‌بی‌او اکران شد.

## داستان
داستان زندگی واقعی مردی به نام هری هفت را روایت می‌کند که در خلال جنگ جهانی دوم به اردوگاه کار اجباری آلمان نازی فرستاده می‌شود که در آنجا مجبور است برای زنده ماندن با هم سلولی‌های خود به مبارزه بپردازد…

## پاسخ انتقادی
در متاکریتیک که از میانگین وزنی استفاده می‌کند، بر اساس رای ۱۶ منتقد، امتیاز ۷۱ از ۱۰۰ را به فیلم اختصاص داده‌است که نشان دهنده «بررسی‌های عموماً مطلوب» است.